# Economia do Império Romano
Economia do Império Romano, conceitualmente, abrange o período que transcorre entre o reinado de Augusto (r. 27 a.C.–14 d.C.) e 476, ano da dissolução do Império Romano do Ocidente. Estudos mais recentes conduziram a uma reavaliação positivo da dimensão e sofisticação da economia romana. Moses Finley foi o principal proponente da perspetiva primitivista segunda a qual a economia romana era "subdesenvolvida e ineficiente", caraterizada por agricultura de subsistência, centros urbanos que consumiam mais do que produziam em termos de comércio e indústria, artesãos de baixo estatuto social, desenvolvimento tecnológico lento e uma "falta de racionalidade económica". As perspetivas atuais são mais complexas. As conquistas territoriais possibilitaram uma reorganização em larga escala do uso da terra, que resultou em excedentes agrícolas e especialização, particularmente no Norte de África. Algumas cidades eram conhecidas por certas indústrias ou atividades comerciais e a escala das edificações nas áreas urbanas denota uma indústria de construção significativa. Métodos contabilísticos complexos que foram preservados em papiros sugerem elementos de racionalismo económico numa economia muito monetizada.

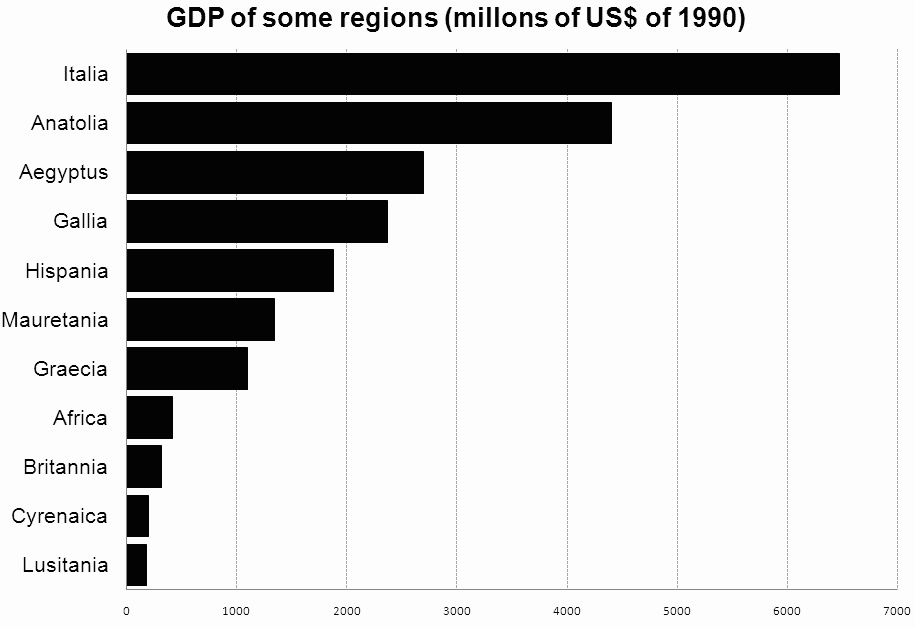
Estimativas de Angus Maddison do PIB de algumas das regiões do Império Romano c.

Apesar dos meios de comunicação e de transporte serem limitados na Antiguidade, os transportes tiveram grande expansão nos séculos I e II d.C., e as economias regionais foram ligadas por rotas comerciais. Os contratos de fornecimento do exército, existiram em todas as partes do império e eram estabelecidos tanto com fornecedores locais das proximidades das bases (castros), como com fornecedores que operavam à escala provincial ou mesmo em mais do que uma província. O império pode ser visto como uma rede de economias regionais baseadas numa forma de "capitalismo político" no qual o estado monitorizava e regulava o comércio para assegurar as suas próprias receitas. O crescimento económico, embora não seja comparável ao das economias modernas, era maior do que a maior parte das sociedades anteriores à industrialização.
Em termos sociais, o dinamismo económico foi um dos vetores da mobilidade social no Império Romano. A ascensão social não estava dependente apenas do nascimento, patrocínio, sorte ou até capacidades extraordinárias. Em contrapartida, embora valores aristocráticos sustentassem uma sociedade elitista tradicional, havia uma forte tendência para a plutocracia, como se constata pelo facto de nos censos as classes sociais serem determinadas pelo nível de riqueza. O prestígio social podia ser obtido através do investimento da riqueza pessoal de forma a que esta fosse publicitada de forma apropriada: extensas propriedades rurais ou casas citadinas, objetos de luxo duráveis como joias e prataria, espetáculos públicos, monumentos funerários para membros da família e empregados e dedicatórias religiosas como altares. Associações profissionais (collegia) e corporações (corpora) apoiavam o êxito dos seus membros através de contactos e da partilha de práticas de negócio.

## Moeda e sistema bancário
Moedas romanas
- 27 a.C. — 212 d.C.:
1 áureo (aureus) de ouro (1/40 lb de ouro, desvalorizada para 1/40 lb em 212)
= 25 denários (denarii) de prata
= 100 sestércios (sestertii) de bronze
= 400 asses de cobre
- 294 — 312:
1 soldo de ouro (aureus solidus; 1/60 lb de ouro)
= 10 argentos de prata
= 40 Fólis de bronze
= 1 000 denários de metal não valioso
- De 312 em diante:
1 soldo de ouro (1/60 lb de ouro)
= 24 síliquas (siliquae) de prata
= 180 folles de bronze

Desde os primeiros tempos que o império era monetizado numa escala quase universal, na medida em que o uso de dinheiro era uma forma de exprimir preços e dívidas. O sestércio (em latim: sestertius; plural: sestertii; cujo símbolo é HS), era a unidade básica para contabilizar valor até ao século IV, embora o denário de prata, que valia quatro sestércios, também tivesse sido usado em contabilidade a partir da dinastia severa (193–235 d.C.). A moeda mais pequena de circulação comum era o asse de bronze, que valia um quarto de sestércio.: As barras e lingotes de metais preciosos aparentemente não contavam como pecúnia ("dinheiro") e só eram usado nas fronteiras para transações comerciais ou compra de propriedades. Os romanos dos séculos I e II contavam moedas em vez de as pesarem, o que indica que a moeda era valorizada pela sua face e não pelo seu conteúdo metálico. Esta tendência para a moeda fiduciária acabou por conduzir a desvalorização da moeda romana, que teve consequências na fase final do império. A padronização do dinheiro por todo o império promoveu o comércio e a integração mercantil. A elevada quantidade de moeda metálica em circulação incrementou o dinheiro circulante no comércio e nas poupanças.
Roma não tinha um banco central e a regulação do sistema bancário era mínimo. Os bancos da Antiguidade Clássica geralmente mantinham menos reservas do que a soma dos depósitos dos seus clientes. Os bancos comuns tinham capitais relativamente limitados e apenas um dirigente, embora pudessem ter até 15 dirigentes. Para Séneca (século I d.C.), todos os envolvidos em comércio necessitavam de acesso a crédito.

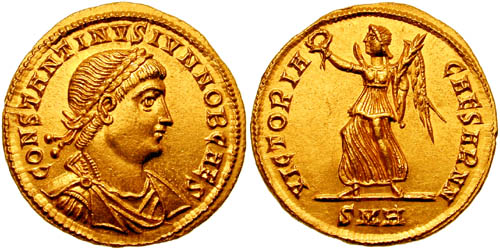
Soldo cunhado durante o reinado de r., com a deusa Vitória no reverso, uma das últimas divindades pagãs a aparecer em moedas romanas, que se foi gradualmente transformando num anjo sob o domínio cristão

Os banqueiros profissionais de depósitos, chamados argentários (argentarii; sing. argentarius), coletores argentários (collectores argentarii; sing. coactor argentarius) ou, posteriormente, mensários (mensarii; sing. mensarius) ou numulários (nummularii; sing. nummularius), recebiam e guardavam depósitos por prazos fixos ou indeterminados, e emprestavam dinheiro a outros clientes. A elite senatorial estava profundamente envolvida em empréstimos privados, tanto como credores como mutuários, fazendo empréstimos da suas fortunas pessoais na base de ligações sociais. O credor de uma dívida podia usá-la como meio de pagamento transferindo-a para outra parte, sem que tivesse lugar a troca de dinheiro. Embora por vezes se supusesse que em Roma não havia "papel" ou transações documentais, o sistema de bancos disseminado pelo império possibilitava a troca de somas de dinheiro muito elevadas que não passavam pela transferência física de moedas, em parte por causa dos riscos envolvidos no transporte de grandes quantidades de dinheiro, particularmente por via marítima. Só se conhece uma crise grave de escassez de crédito nos primeiros tempos do império. Ocorreu em 33 d.C. e colocou em risco numerosos senadores. O governo imperial resgatou o mercado através de um empréstimo de 100 milhões de sestércios concedido pelo imperador Tibério (r. 14–37) aos bancos (mensas; mensae). Em geral, o capital disponível excedia a procura por parte dos mutuários. O governo central não pedia empréstimos; não havendo dívida pública, o défice era financiado através de reservas de caixa.
A generalidade dos imperadores das dinastias antonina (96–192 d.C.) e severa (193–235) desvalorizaram a moeda, particularmente o denário, pressionados pela necessidade de pagar os salários dos militares. Uma inflação súbita durante o reinado de Cómodo (r. 180–192) provocou estragos no mercado de crédito. Em meados do século III, o fornecimento de moeda metálica diminuiu drasticamente. As condições verificadas durante a chamada crise do terceiro século, como a diminuição do comércio de longa distância, a interrupção de explorações mineiras e a transferência física de moedas de ouro para fora do império por invasores inimigos, diminuiu muito o fornecimento de dinheiro e o afetou seriamente o setor bancário no ano 300. Embora a cunhagem romana tivesse sido durante muito tempo uma moeda fiduciária, durante o reinado de Aureliano (r. 270–275) cresceram receios económicos, com os banqueiros a perderem a confiança em moedas legitimamente cunhadas pelo governo central. Não obstante Diocleciano (r. 284–305) ter promovido várias reformas monetárias e criado o soldo (solidus) de ouro, o mercado de crédito do império nunca voltou a conhecer a robustez do passado.

## Mineração e metalurgia

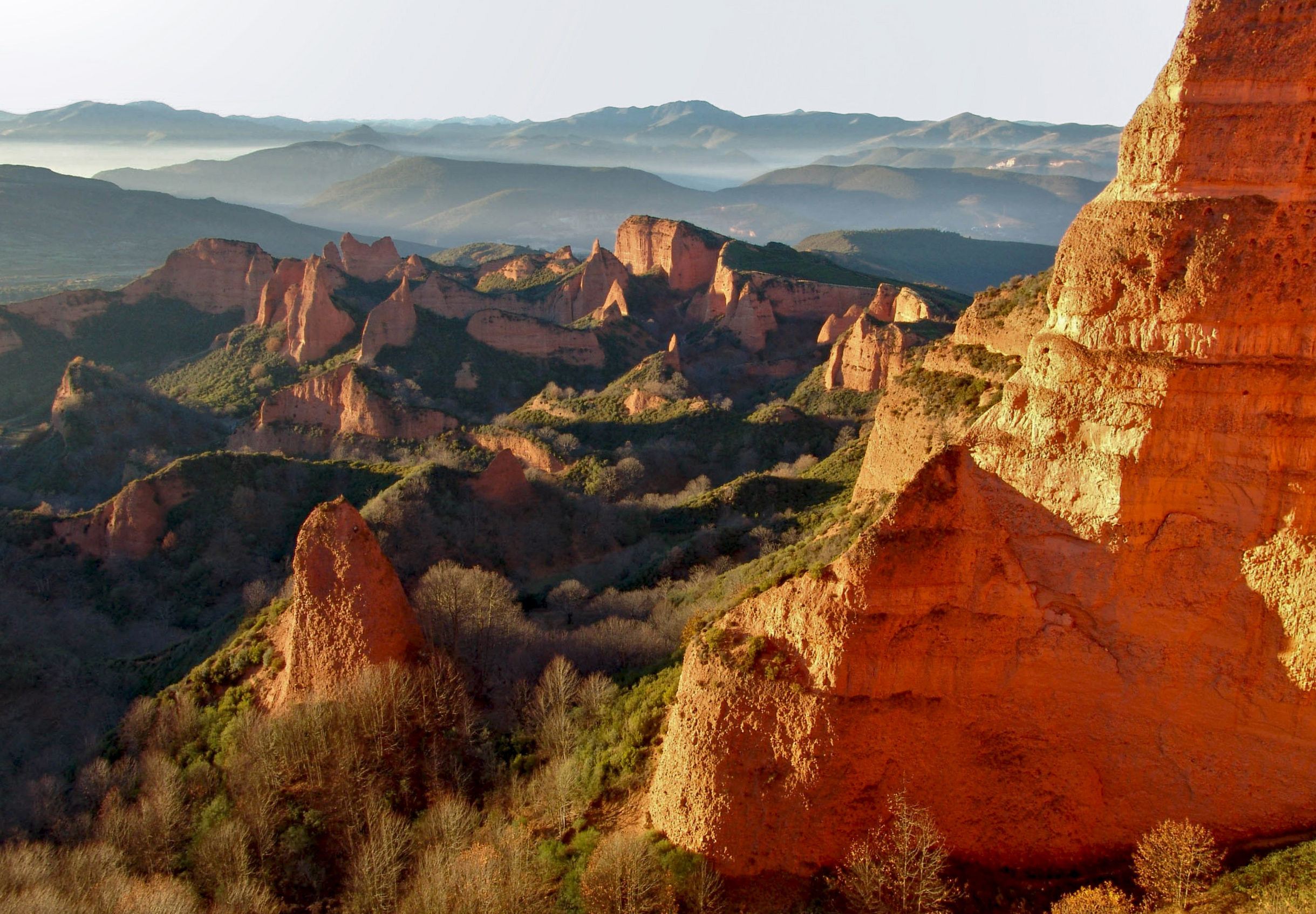
Paisagem resultante da técnica de mineração ruina montium em Las Médulas, na Hispânia, uma das minas de ouro mais importantes do Império Romano

As principais regiões mineiras do império situavam-se na Ibéria (ouro, prata, cobre, estanho e chumbo); Gália (ouro, prata e ferro); Britânia (sobretudo ferro, chumbo e estanho); as províncias do rio Danúbio (ouro e ferro); Macedónia e Trácia (ouro e prata); e Ásia Menor (ouro, prata, ferro e estanho). Desde o reinado de Augusto (r. 27 a.C.–14 d.C.) houve explorações mineiras intensivas em larga escala de depósitos aluviais, com minas a céu aberto e subterrâneas. No início do século III essas atividades foram interrompidas devido à instabilidade do império. As minas da Dácia, por exemplo, deixaram de poder ser exploradas pelos romanos depois da província ter sido entregue em 271. Aparentemente a atividade mineira parece ter sido parcialmente retomada durante o século IV.
A mineração hidráulica, a que Plínio se referiu como ruina montium ("ruína das montanhas"), juntamente com a capacidades dos romanos para o planeamento e execução de operações de exploração mineira em larga escala, possibilitou que metais fossem extraídos numa escala quase industrial. A produção total anual de ferro é estimada em 82 500 toneladas, muitíssimo superior às 5 000 t da contemporânea China dos Han, cuja população era semelhante, mas onde a exploração mineira de ferro estava vedada aos privados. A produção anual de cobre era 15 000 t  e de chumbo 80 000 t. A maior parte do ouro provinha das minas da Península Ibérica, principalmente nas Astúrias, Galécia e Lusitânia, cuja produção era 9 t anuais.

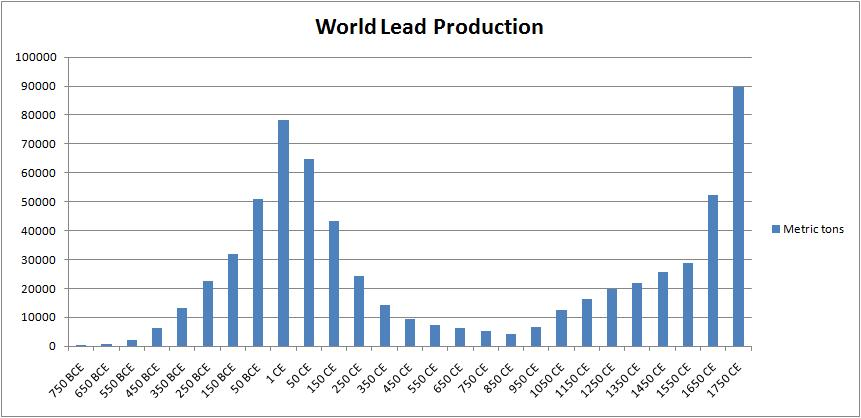
Segundo o estudo do manto de gelo da Gronelândia, a produção mundial de chumbo teve um pico no e declinou acentuadamente depois. A produção mundial só ultrapassou os níveis romanos em meados do século XVIII

Estes níveis de produção, nomeadamente de cobre e chumbo, só voltariam a ser igualados durante a Revolução Industrial. A Ibéria detinha 40% da produção mundial de chumbo. A elevada produção deste metal era um subproduto da exploração intensiva de prata, que atingiu as 200 t anuais.  Estima-se que o stock de prata de Roma no auge da produção, por volta de meados do século II, se elevasse a 10 000 t, ou seja, quatro a dez vezes mais do que a soma de toda a prata existente na Europa e no Califado cerca do ano 800. Um indício da escala da produção metálica romana é dada pela poluição de chumbo no manto de gelo da Gronelândia, cujos níveis quadruplicaram em relação à Pré-história durante o período imperial e depois voltaram a descer.
O combustível mais comum para as operações de fundição, forjamento e de aquecimento em geral, era a madeira, sobretudo na forma de carvão, cuja eficiência era quase o dobro da forma original. Também era extraído carvão mineral, em algumas regiões numa escala relativamente grande — quase todas as principais jazidas carboníferas da Britânia Romana estavam em exploração no final do século II d.C. e o comércio de carvão foi uma atividade importante ao longo da costa inglesa do mar do Norte, que se estendia até à Renânia, no interior do norte da Europa continental, onde a hulha já era usada para a fundição de minério de ferro.

## Transportes e comunicações
O Império Romano rodeava todo o Mediterrâneo, a que os romanos chamavam "Nosso Mar" (Mare Nostrum). Os navios à vela romanos navegavam por todo o Mediterrâneo e pelos principais rios, como o Guadalquivir, Ebro, Ródano, Tibre, Reno e Nilo, entre outros. O transporte por via aquática era preferido sempre que possível e mover bens por terra era mais complicado. Os vestígios existentes de veículos, rodas e navios indicam a existência de um elevado número de marceneiros.
Os transportes terrestres faziam uso do avançado sistema de estradas romanas. Os impostos em espécie pagos pela população incluíam o aprovisionamento de pessoal, animais e veículos para o curso público, o serviço de correio e de transporte criado por Augusto no início da era imperial. Ao longo das estradas, a cada sete a doze milhas (10 a 18 km) havia postos de muda, para troca de animais e descanso, que com o tempo tendiam a tornar-se uma povoação ou centro de comércio. As mansões (mansiones; sing. mansio) eram postos de muda cuja gestão era concessionada pela burocracia imperial a privados para servir o curso público. O pessoal de suporte desses locais incluíam muleteiros, carroceiros, ferreiros, um veterinário, funcionários administrativos e de correios, além de alguns polícias militares. A distância entre as mansões era determinada pela distância que as carroças percorriam num dia. As carroças, puxadas sobretudo por mulas, deslocavam-se a aproximadamente 6,5 km por hora. Um exemplo da velocidade de comunicação é o tempo que demorava um mensageiro a viajar entre Roma e Mogoncíaco (atual Mogúncia), na Germânia Superior: no mínimo nove dias, mesmo em situações de urgência. Além das mansões, ao longo das estradas havia estalagens onde se podia pernoitar e se servia comida e bebida. Um relevo funerário encontrado em Isérnia mostra a conta de uma estadia onde são apresentados os preços cobrados pelo vinho, pão, ração da mula e serviços de uma prostituta.

## Comércio e mercadorias

Rotas do comércio internacional romano com as civilizações do oriente pelo século I segundo o Périplo do Mar Eritreu

As províncias romanas mantinham relações comerciais entre elas, mas o comércio estendia-se para lá das fronteiras, até regiões tão longínquas como a China ou a Índia. O comércio com a China era principalmente terrestre, através de intermediários ao longo da Rota da Seda. O comércio com a Índia, por sua vez, era feito sobretudo por via marítima, através dos portos egípcios do mar Vermelho. A principal mercadoria era cereal; outros bens transacionados eram azeite, vários produtos alimentares, nomeadamente o garo (molho de peixe), escravos, minérios e objetos metálicos maufaturados, fibras e têxteis, madeira, cerâmica, vidro, mármore, papiro, especiarias e materia medica (medicamentos e substâncias farmacêuticas), marfim, pérolas e gemas.
Outra mercadoria de primeira importância era o vinho, pois apesar da maior parte das províncias produzirem vinho, havia procura por variedades só produzidas em regiões específicas. Era raro escassear o vinho corrente. Os principais abastecedores de vinho da capital imperial eram a costa ocidental de Itália, o sul da Gália, a Hispânia Tarraconense (norte e nordeste da Península Ibérica) e Creta. Alexandria, a segunda maior cidade romana, importava vinho de Laodiceia da Síria e do Egeu. Ao nível do retalho, as tabernas ou lojas especializadas em vinho (vinaria) vendiam vinho a jarro para levar ou para beber no local, com os preços variando conforme a qualidade.

## Trabalho e ocupações

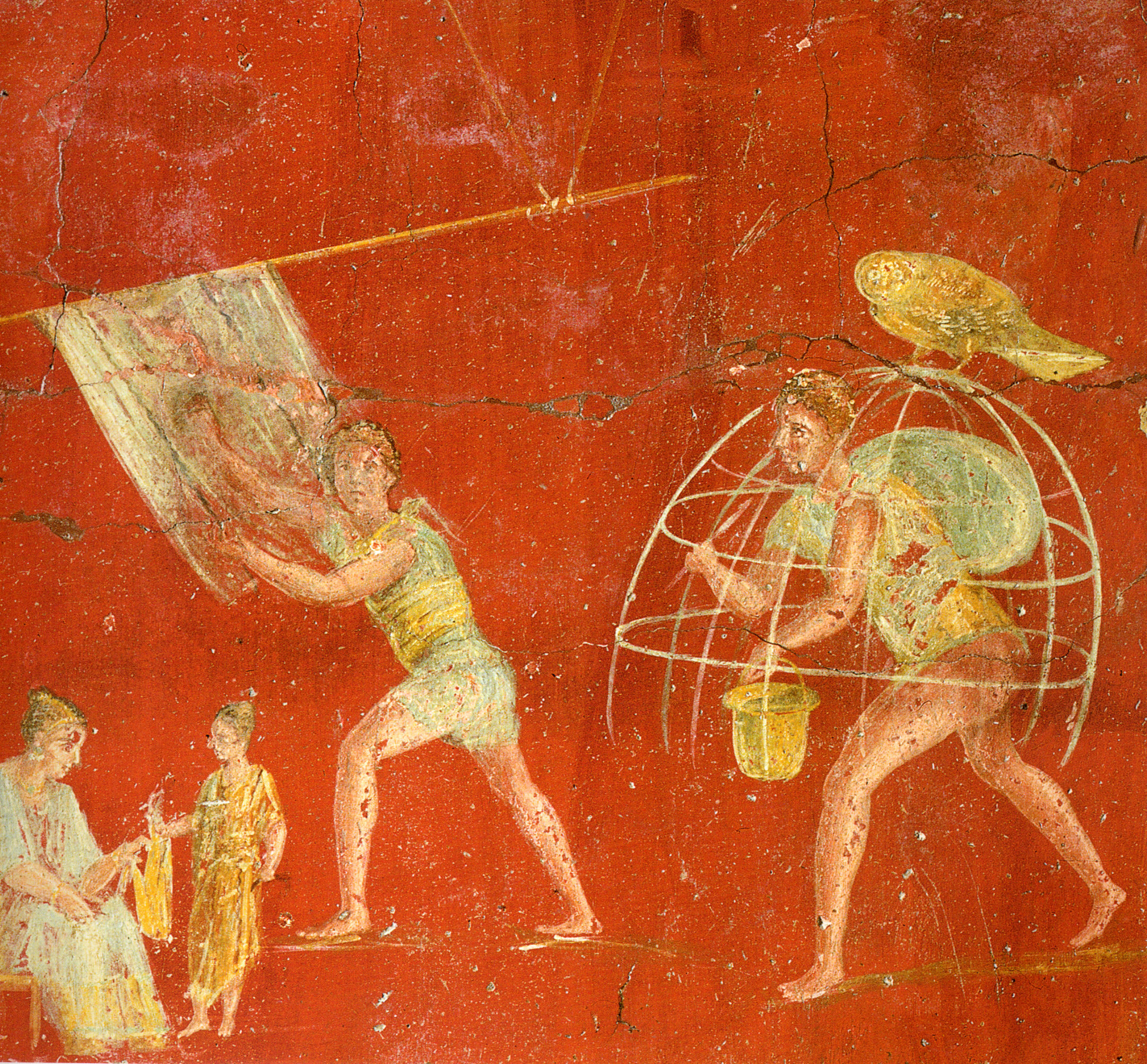
Trabalhadores numa oficina de vestuário, numa pintura mural da ' (lavandaria/tinturaria) de Verânio Hipseu em Pompeia

Há registo (em inscrições) de 268 profissões diferentes na cidade de Roma e 85 em Pompeia. Sabe-se da existência de associações ou grémios profissionais ou de comércio (collegia; singular: collegium) para um vasto leque de ocupações, que vão desde pescadores (piscatores), mercadores de sal (salinatores), negociantes de azeite (olivarii), artistas (scaenici), comerciantes de gado (pecuarii), ourives (aurifices), carroceiros (asinarii ou muliones) e canteiros (lapidarii). Em alguns casos essas classes profissionais são muito especializadas — por exemplo um collegium de Roma só admitia artesões que trabalhavam em marfim e citrum (madeira de Tetraclinis articulata, uma variedade de tuia ou cipreste). 
O trabalho realizado por escravos era de cinco categorias genéricas: doméstico (há registo de pelo menos 55 profissões domésticas em epitáfios), serviço imperial ou público; trabalhos e serviços urbanos, agricultura e minas ou pedreiras. Muito do trabalho nas minas e pedreiras, onde as condições era notoriamente brutais, era realizado por condenados. Na prática havia pouca divisão de trabalho entre livres e escravos, e a maior parte dos trabalhadores eram analfabetos e não tinha qualquer especialização. A maioria dos trabalhadores comuns tinha emprego na agricultura. É provável que no sistema italiano de explorações agrícolas industriais (latifundia) a maior parte dos trabalhadores fossem escravos, ao contrário do que se passaria no resto do império, onde o trabalho escravo teria menos importância do que o de pessoas que tecnicamente não eram escravos.
A produção têxtil e de vestuário empregava também numerosas pessoas. Tanto têxteis como roupa confecionada eram comercializadas entre os povos do império, cujos produtos tinham frequentemente o nome deles ou de uma cidade em particular, um pouco como atualmente as etiquetas de marca. O pronto-a-vestir de maior qualidade era exportado por negociantes que frequentemente eram residentes abastados dos centros de produção. A roupa podia ser revendida pelos seus agentes de venda, que viajavam até junto de clientes potenciais, ou por vestiarii (negociantes de roupa), que geralmente era libertos, ou ainda por mercadores itinerantes. No Egito, os produtores têxteis podiam gerir pequenas empresas prósperas empregando aprendizes, trabalhadores livres a quem pagavam salário ou escravos. Os apisoadores (fullones) e tintureiros (coloratores) tinham os seus próprios grémios. Havia também grémios de centonários (centonarii), trabalhadores têxteis especializados na produção de tecidos a partir de retalhos de tecidos velhos. 

## PIB e distribuição de riqueza
A estimativa do produto interno bruto da economia romana difere entre os vários historiadores. Nos anos de amostragem de 14, 100 e 150, as estimativas do PIB variam entre 166 e 380 HS. Estima-se que o PIB per capita da província de Itália tenha sido de 40 a 66% superior à média do império, devido às transferências fiscais das províncias e à concentração do rendimento da elite no centro do império. Segundo o modelo económico de Scheidel-Friesen, o rendimento anual total gerado no império ascendia a cerca de 20 mil milhões * HS, dos quais cerca de 5% eram coletados pelos governos locais e central. A faixa de 1,5% do topo da distribuição de riqueza ficava com cerca de 20% do total. Outros 20% eram distribuídos por 10% da população de classe média. A maioria da população produzia mais de metade do rendimento anual, mas vivia no limiar da subsistência.
| Unidade | Unidade                                     | Goldsmith    | Hopkins      | Temin         | Maddison     | Bang          | Scheidel/Friesen | Lo Cascio/Malanima |
| --- | ------------------------------------------- | ------------ | ------------ | ------------- | ------------ | ------------- | ---------------- | ------------------ |
| PIB per capita | Sestércios                                  | 380          | 225          | 166           | 380          | 229           | 260              | 380                |
| PIB per capita | Equivalente em kg de trigo                  | 843          | 491          | 614           | 843          | 500           | 680              | 855                |
| PIB per capita | $Int 1 990                                  | –            | –            | –             | 570          | –             | 620              | 940                |
| População em milhões (aprox.e ano) | População em milhões (aprox.e ano)          | 55 (14 d.C.) | 60 (14 d.C.) | 55 (100 d.C.) | 44 (14 d.C.) | 60 (150 d.C.) | 70 (150 d.C.)    | – (14 d.C.)        |
| PIB | Sestércios (mil milhões)                    | 20,9         | 13,5         | 9,2           | 16,7         | 13,7          | ~20              | –                  |
| PIB | Equivalente em trigo (milhões de toneladas) | 46,4         | 29,5         | 33,8          | 37,1         | 30            | 50               | –                  |
| PIB | $Int 1 990 (mil milhões)                    | –            | –            | –             | 25,1         | –             | 43,4             | –                  |
| "–" indica um valor desconhecido. [a] ^ Os números em itálico não foram fornecidos diretamente pelos autores, tendo sido obtidos multiplicando o respetivo valor do PIB per capita pelo número de habitantes estimado. |                                             |              |              |               |              |               |                  |                    |

| Unidade                             | Europa romana | Ásia romana | África romana | Império Romano |
| ----------------------------------- | ------------- | ----------- | ------------- | -------------- |
| NDI per capita (em $Int 1990)       | 593           | 550         | 541           | 570            |
| Milhões de habitantes               | 23,1          | 12,2        | 8,7           | 44             |
| NDI total (em milhões de $Int 1990) | 13 689        | 6 710       | 4 710         | 25 109         |

Todos os historiadores económicos frisam que qualquer estimativa só pode ser vista como uma aproximação grosseira das realidades da economia antiga, devido aos dados pertinentes que chegaram até nós serem muito escassos. O único economista citado que apresenta uma análise detalhada do rendimento nacional disponível (NDI) das diversas partes do Império Romano é Angus Maddison. As suas estimativas "altamente provisórias" apresentadas no quadro anexo baseiam-se numa contagem conservadora de apenas 44 milhões de habitantes na altura da morte de Augusto, em 14 d.C. O NDI da parte europeia do império era superior ao das províncias africanas e asiáticas se Itália for contabilizada, mas inferior no caso contrário. As províncias helénicas (onde se falava sobretudo grego) — Grécia, Ásia Menor, Síria e Egito era aproximadamente 20% mais ricas do que a maior parte das províncias onde se falava mais latim, mas mais uma vez Itália, que não era administrada como uma província, desfrutava de um rendimento per capita mais alto do que quaisquer outras partes do império.

### Leitura complementar
- Bowman, A. K.; Wilson, Andrew, eds. (2009), Quantifying the Roman Economy: Methods and Problems, ISBN 9780199679294, Oxford Studies in the Roman Economy (em inglês), Oxford University Press
- Bowman, A. K.; Wilson, Andrew, eds. (2012), Settlement, Urbanisation and Population, ISBN 9780199602353, Oxford Studies in the Roman Economy (em inglês), Oxford University Press, consultado em 11 de fevereiro de 2015
- Temin, Peter (2006), «The Economy of the Early Roman Empire», Journal of Economic Perspectives, ISSN 0895-3309, 20 (1)